# 부산배화학교
부산배화학교는 부산광역시 수영구 망미동에 위치한 청각 장애학생을 위한 공립 특수학교이다.

## 연혁
- 1953년 9월 5일 : 서울맹학교 부산분교로 개교
- 1955년 9월 19일 : 부산맹아학교로 변경
- 1975년 3월 1일 : 부산맹학교와 분리 및 부산농아학교로 변경
- 1992년 9월 16일 : 부산배화학교로 변경